# Johann Leopold Abel
Johann Leopold Abel (Ludwigslust, 23 luglio 1795 – Charlton, 6 ottobre 1871) è stato un musicista tedesco, membro della famiglia Abel.

## Biografia
Figlio primogenito di August Christian Andreas Abel, era fratello di Friedrich Ludwig Abel. Violinista, col padre e il fratello intraprese da bambino una tournée concertistica in Germania, dall'infruttuoso riscontro economico. Una nevralgia del trigemino lo portò nel 1819 a raggiungere il fratello da poco emigrato a Savannah, negli Stati Uniti, il quale però morì l'anno seguente a soli ventisei anni.
Tornò quindi in Europa e si trasferì a Londra. Nella capitale inglese venne aiutato da Johann Baptist Cramer, allievo di suo zio, e da Johann Georg Graeff; ebbe come allievo di pianoforte il poeta Robert Browning, e sposò Louise Hopkins: la coppia ebbe un figlio, sir Frederick Augustus Abel, che divenne un importante chimico.